# 藤岡建機
藤岡建機，為日本的漫畫家、機械設計師。所屬於御機械屋。男性。

## 概要
- 1996年～1997年於《RPGMagazine》（Hobby Japan）83～94號上連載《DOLLMASTER -蒼穹之翼-》[1]。
- 1998年～2001年於《強棒強棒月刊》（講談社）上連載《徽章玩家鱗太郎》、《徽章玩家鱗太郎 徽章戰士R》、《徽章戰士·navi》，以及進行電玩遊戲《徽章戰士R》、《徽章戰士navi》的角色、機械設計。
- 2002年～2008年擔任模型雑誌《電擊流行嗜好月刊》與漫畫雜誌《電撃大王》上連載的作品《ADVANCE OF Ζ 在迪坦斯的軍旗下》的機械、標誌設計。
- 2004年時擔任《機動戰士GUNDAM MS IGLOO》的機械設計。
- 2005年時擔任《機動戰士GUNDAM SEED DESTINY》的總合機械設計。
- 2006年時擔任《机动战士GUNDAM SEED C.E.73 STARGAZER》的機械設計。
- 2007年時於《月刊Comic RUSH》（JIVE）上連載《DOLLMASTER -蒼穹之翼-》的續篇《DOLL MASTER -彷徨的六花-》
- 2010年時擔任《ADVANCE OF Z 時代的反抗者》的機械設計。

現主要以GUNDAM系列作品等的機械設計與連載中的作品《DOLL MASTER -彷徨的六花-》活躍中。

## 作品

### 漫畫作品
- 徽章玩家鱗太郎
  - 徽章玩家鱗太郎 徽章戰士R
- 徽章戰士·navi
- 藤岡建機作品集 DOLLMASTER -蒼穹之翼-
- 反斗小王子外傳 少女漫畫家臼井幸代的野望
- OVER THE MIND[2]（讀切作品，未收錄於任何單行本內）
- DOLL MASTER -彷徨的六花-

### 角色、機械設計
- 徽章戰士R、徽章戰士navi
- 指令大師
- 武士進化 櫻國魂
- ADVANCE OF Z 在迪坦斯的軍旗下
- JUNKMETAL
- 魔女的茶會（「御機械屋」名義）
- NANIWA搜神記
- NANIWA靈異記
- 機動戰士GUNDAM MS IGLOO
- 機動戰士GUNDAM SEED DESTINY
- 机动战士GUNDAM SEED C.E.73 STARGAZER
- 第九征空騎兵師團
- 機動戰士GUNDAM SEED VS ASTRAY
- ADVANCE OF Z 時代的反抗者[3]

### 卡片插圖
- ☆魔法少女樂園（TENKY）
- POWAPOWA
- Animum Saxis

## 外部連結
- （日語）藤岡建機HP （页面存档备份，存于）